# Groupe de la rue Saint-Benoît
Le groupe de la rue Saint-Benoît désigne un groupe d'amis, principalement composé d'intellectuels, qui se réunit de manière informelle au domicile de Marguerite Duras, au 5 rue Saint-Benoît dans le 6e arrondissement de Paris, des années 1940 aux années 1960. 

## Histoire
Le groupe de la rue Saint-Benoît se définit autour d'une citation de Friedrich Hölderlin : « La vie de l'esprit entre amis, la pensée qui se forme dans l'échange de parole par écrit et de vive voix, sont nécessaires à ceux qui cherchent. Hors cela nous sommes pour nous-mêmes sans pensée. Penser appartient à la figure sacrée qu'ensemble nous figurons. » Dionys Mascolo déclare, à ce propos : « le lieu où nous vivons ensemble est un lieu ouvert en permanence aux amis, une maison de verre comme Breton dit qu'il en rêva. »
Dionys Mascolo, Robert Antelme et Marguerite Duras forment le noyau dur du groupe. Duras reçoit les convives et cuisine, elle participe également aux débats philosophiques, littéraires et politiques, qui animent le groupe. Les réunions se déroulent de manière informelle, comme le note Claude Roy dans le deuxième tome de sa somme autobiographique, Nous : « Il n'y avait jamais à ouvrir la séance, parce qu'elle n'était jamais levée. L'ordre du jour était de mettre de l'ordre dans les jours de l'histoire : pas moins. »
Lors de sa formation, certains membres du groupe entretiennent des liens avec la résistance intérieure française.
Après-guerre, le groupe radicalise ses aspirations politiques et se place désormais « à la lisière de l'extrême gauche », et s'approche d' « une sorte d'anarchisme singulier ». Ses membres sont dès lors perçus comme des « dangereux subversifs ». Toutefois, si une majorité des membres du groupe était encartée au parti communiste français, ils en sont exclus pour « antistalinisme et anticonformisme, la liberté de leur mode de vie ayant plutôt mauvaise réputation auprès du Parti. »
Plusieurs membres du groupe signent le Manifeste des 121, titré « Déclaration sur le droit à l’insoumission dans la guerre d’Algérie ».
Avec le recul historique, la notion de « groupe » est aujourd'hui discutée par certains : « Maurice Blanchot pensait que le groupe de la rue Saint-Benoît n'avait jamais existé en tant que "groupe" - que c'était une invention postérieure à ce qui avait été vécu (...) les gens y venaient à tour de rôle, mais jamais ensemble ». Toutefois, la plupart des critiques et historiens reconnaissent qu'« il y avait des soirées d'amitié (et même des nuits), des réunions politiques, et aussi ceux qui ne faisaient rien et qui venaient dans la journée. »

## Membres du groupe
Liste non exhaustive d'intellectuels ayant participé, de manière suivie ou discontinue, aux réunions du groupe :
- Robert Antelme
- Georges Bataille
- Maurice Blanchot
- Jean-Toussaint Desanti
- Marguerite Duras
- Jean Duvignaud
- André Frénaud
- Jean Genet
- Juan Goytisolo
- Clara Malraux
- Gilles Martinet
- Dionys Mascolo
- Maurice Merleau-Ponty
- Henri Michaux
- Edgar Morin
- Maurice Nadeau
- Pierre Naville
- Hélène Parmelin
- Francis Ponge
- Jacques-Francis Rolland
- Claude Roy
- Jorge Semprún
- Jean Schuster
- André Ulmann
- Elio Vittorini

## Documents

### Vidéographie
- Jean Mascolo et Jean-Marc Turine, Autour du groupe de la rue Saint-Benoît. L'Esprit d'insoumission, documentaire, DVD , éditions Benoît Jacob, 1992.